# أولوف فون دالين
أولوف فون دالين (بالسويدية: Olof von Dalin)‏ (1708 - 1763 م) مؤرخ وشاعر وصحفي سويدي.
كان من أبرز أدباء عصره. نظم شعراً هجائياً وألف مسرحيات وكتباً مبسطة في التاريخ. من آثاره: «حكاية حصان» Sagan om hästen (1740 م) وهي قصة رمزية هجائية يشبه فيها الدولة بالحصان ومصيره على تتابع الفرسان (الملوك) الذين يمتطونه.

## روابط خارجية
- أولوف فون دالين على موقع الموسوعة البريطانية (الإنجليزية)
- أولوف فون دالين على موقع ديسكوغز (الإنجليزية)